# Майкл Паркхурст
Майкл Паркхурст (англ. Michael Parkhurst, нар. 24 січня 1984, Провіденс, Род-Айленд, США) — американський футболіст, захисник данського клубу «Нордшелланд».
Насамперед відомий виступами за клуб «Нью-Інгленд Революшн», а також національну збірну США.

## Клубна кар'єра
Народився 24 січня 1984 року в місті Провіденс. Вихованець футбольної школи університетського клубу «Вейк Форрест».
У дорослому футболі дебютував 2003 року виступами за аматорську команду «Брадентон Академікс», в якій провів один рік, взявши участь лише у 10 матчах чемпіонату.
Своєю грою привернув увагу представників тренерського штабу клубу «Нью-Інгленд Революшн», до складу якого приєднався 2005 року. Відіграв за команду з Массачусетса наступні чотири сезони своєї ігрової кар'єри. Більшість часу, проведеного у складі «Нью-Інгленд Революшн», був основним гравцем захисту команди.
До складу данського клубу «Нордшелланд» приєднався в кінці 2008 року. Наразі встиг відіграти за команду з Фарума 96 матчів в національному чемпіонаті.

## Виступи за збірну
2007 року дебютував в офіційних матчах у складі національної збірної США.
Зі збірною США U-23 брав участь у літніх Олімпійських іграх 2008 року в Пекіні (Китай).
У складі збірної був учасником двох розіграшів Золотого кубка КОНКАКАФ: 2007 року та 2009 року, за результатами яких збірна США ставала відповідно найсильнішою футбольною командою Північної Америки та срібним призером континентальної першості.
Наразі провів у формі головної команди країни 14 матчів.

## Досягнення
- Чемпіонат Данії
  - Чемпіон (1): 2011-12
- Кубок Данії:
  - Володар кубка (2): 2009–10, 2010-11
- Переможець Золотого кубка КОНКАКАФ: 2007, 2013
- Срібний призер Золотого кубка КОНКАКАФ: 2009